# رالف رانگنیک
رالف رانگنیک (آلمانی: Ralf Rangnick؛ زادهٔ ۲۹ ژوئن ۱۹۵۸) مربی فوتبال، مدیر ورزشی و بازیکن پیشین اهل آلمان است. او هم‌اکنون سرمربی تیم ملی اتریش است.
رانگنیک معروف به «پروفسور فوتبال آلمان» سابقه هدایت تیم‌های اُلم ۱۸۴۶، اشتوتگارت، هانوفر ۹۶، شالکه ۰۴، هوفنهایم، لایپزیگ و منچستر یونایتد را در کارنامه دارد. او از مربیانی چون هلموت گروس، ارنست هاپل، والری لوبانوفسکی، آریگو ساکی و زدنیک زمان تأثیر پذیرفته است؛ او همچنین بر یک نسل از مربیان فوتبال در آلمان تأثیر گذاشته است که از جمله آن‌ها می‌توان به یورگن کلوپ، توماس توخل، یولیان ناگلزمان، مارکو رزه، رالف هازنهوتل، جسی مارش، ادی هوتر، روگر اشمیت، دیوید واگنر، ماتیاس یایسله، الیور گلاسنر و سباستین هوینس اشاره کرد. رالف رانگنیک یک چهره برجسته در فوتبال آلمان است. او نقش بسزایی در پیشرفت تاکتیک گگن پرسینگ داشته است؛ تاکتیک و سبکی که امروزه در بالاترین سطح فوتبال مدرن بسیار رایج است.
رالف رانگنیک در ابتدای فصل ۲۰۲۱ مدیریت بخش ورزش و توسعه باشگاه لوکوموتیو مسکو را بر عهده گرفته بود اما در میانه همان فصل با قراردادی ۲/۵ ساله به باشگاه منچستر یونایتد پیوست که قرار بود ۲سال نقش مشاوره ای داشته باشد اما پس از پایان نیم فصل جدا شد.

## افتخارات

### به عنوان سرمربی
اُلم ۱۸۴۶
- لیگ منطقه‌ای آلمان: قهرمان ۹۸–۱۹۹۷

اشتوتگارت
- بوندس‌لیگای زیر ۱۹ سال: قهرمان ۹۱–۱۹۹۰
- جام اینترتوتو: قهرمان ۲۰۰۰

 هانوفر ۹۶
- بوندس‌لیگا ۲: قهرمان ۰۲–۲۰۰۱

شالکه ۰۴
- بوندس‌لیگا: نایب‌قهرمان ۰۵–۲۰۰۴
- جام حذفی آلمان: قهرمان ۱۱–۲۰۱۰، نایب‌قهرمان ۰۵–۲۰۰۴
- سوپر جام آلمان: قهرمان ۲۰۱۱
- لیگا پوکال (لیگ کاپ آلمان): قهرمان ۲۰۰۵
- لیگ قهرمانان اروپا: نیمه‌نهایی ۱۱–۲۰۱۰

لایپزیگ
- جام حذفی آلمان: نایب‌قهرمان ۱۹–۲۰۱۸

### به عنوان مدیر فنی
اُلم ۱۸۴۶
- صعود به بوندس‌لیگا ۲ فصل ۹۸–۱۹۹۷
- صعود به بوندس‌لیگا فصل ۹۹–۱۹۹۸

 هانوفر ۹۶
- صعود به بوندس‌لیگا فصل ۰۲–۲۰۰۱

هوفنهایم
- صعود به بوندس‌لیگا ۲ فصل ۰۷–۲۰۰۶
- صعود به بوندس‌لیگا فصل ۰۸–۲۰۰۷

لایپزیگ
- صعود به لیگا ۳ فصل ۱۳–۲۰۱۲
- صعود به بوندس‌لیگا ۲ فصل ۱۴–۲۰۱۳
- صعود به بوندس‌لیگا فصل ۱۶–۲۰۱۵

ردبول زالتسبورگ
- بوندس‌لیگا اتریش: قهرمان ۱۴–۲۰۱۳، ۱۵–۲۰۱۴
- جام حذفی فوتبال اتریش: قهرمان ۱۴–۲۰۱۳، ۱۵–۲۰۱۴